# جوناس فينك
جوناس فينك هو لاعب كرة قدم بلجيكي في مركز الدفاع، ولد في 25 يونيو 1995 في بلجيكا. لعب مع ليرس.

## وصلات خارجية
- جوناس فينك على موقع قاعدة بيانات كرة القدم.إي يو (الإنجليزية)
- جوناس فينك على موقع Soccerway.com (الإنجليزية)
- جوناس فينك على موقع عالم كرة القدم.نت (الإنجليزية)